# Tacagua-Stausee
Der Tacagua-Stausee (Embalse Represa Tacagua) ist ein Stausee in der Provinz Eduardo Avaroa, Departamento Oruro, in Bolivien, die Talsohle am Fuß des Staudamms liegt auf einer Höhe von 3750 m.
Der Staudamm steht einhundert Kilometer südöstlich der Provinzhauptstadt Oruro am südlichen Ende der Cordillera Azanaques nahe der Stadt Challapata. Der Stausee liegt direkt an der Nationalstraße Ruta 1, die auf dem bolivianischen Hochland die beiden Departamento-Hauptstädte Oruro und Potosí verbindet.
Der in den 1950ern gebaute Stausee war 1961 in Betrieb genommen worden, um eine landwirtschaftliche Fläche von 6000 ha zu bewässern. Im Jahr 2006 waren mit dem Gesetz 3395 Maßnahmen zur  „Reinigung und Ausbaggerung“ des Tacagua-Stausees beschlossen worden, die durch den hohen Eintrag von Geröll und Schlamm notwendig geworden waren.